# Halo galactique
Pour les articles homonymes, voir Halo.

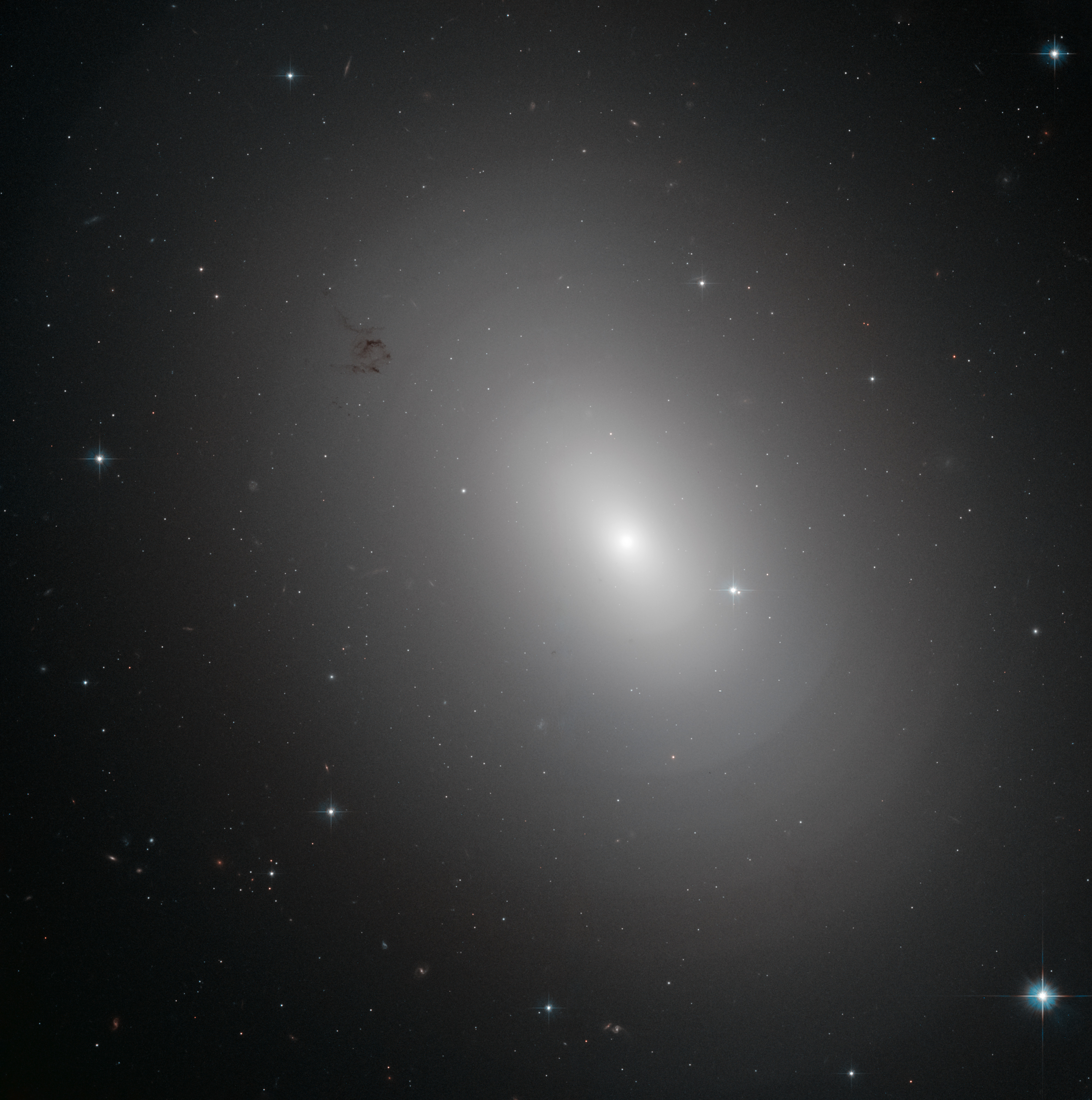
La galaxie elliptique NGC 3923 et son halo.

Un halo galactique est une composante, grossièrement sphérique, d'une galaxie qui s'étend au-delà de la partie principale visible de la galaxie.
Le halo galactique est constitué, : 
- d'un halo stellaire ;
- d'une couronne galactique (un gaz chaud, c'est-à-dire un plasma) ;
- d'un halo de matière noire.

La distinction entre le halo et le corps principal de la galaxie est la plus nette dans les galaxies spirales, où la forme sphérique du halo contraste avec le disque galactique. Dans une galaxie elliptique, il n'y a pas de transition nette entre les autres composantes de la galaxie et le halo.

## Les composantes du halo galactique

### Le halo stellaire
Le halo stellaire est une population presque sphérique d'étoiles et d'amas globulaires. Il entoure la plupart des galaxies à disque ainsi que certaines galaxies elliptiques de type cD.
La majorité des étoiles d'une galaxie spirale est située soit près d'un plan unique (le plan galactique) sur une orbite plus ou moins circulaire autour du centre de la galaxie (le noyau galactique), soit dans un bulbe sphéroïdal autour de ce noyau. Une faible quantité (environ un pour cent) de la masse stellaire d'une galaxie réside dans le halo stellaire, ce qui signifie que sa luminosité est beaucoup plus faible que celle de la partie principale de la galaxie.
Le comportement orbital des étoiles du halo stellaire est encore discuté, mais elles peuvent décrire des orbites rétrogrades et/ou fortement inclinées, ou ne pas se déplacer sur des orbites régulières. Les étoiles d'un halo peuvent provenir de petites galaxies capturées puis ingérées par la galaxie spirale — par exemple, la galaxie du Sagittaire est en cours de fusion avec la Voie lactée ; des observations ont montré que notre galaxie a déjà assimilé certaines étoiles.
Contrairement au disque galactique, le halo ne semble pas contenir de poussière interstellaire et, de plus, les étoiles du halo galactique sont de Population II. Elles sont beaucoup plus anciennes et d'une métallicité bien inférieure à celle de leurs cousines de Population I du disque galactique (mais semblable aux étoiles du bulbe galactique).
Le mouvement des étoiles du halo les amène parfois à passer au travers du disque galactique, et certaines naines rouges proches du Soleil sont suspectées d'appartenir au halo galactique, comme l'étoile de Kapteyn et Groombridge 1830. À cause de leur mouvement irrégulier autour du centre de la galaxie — si tel est le cas — ces étoiles ont souvent un important mouvement propre.
Le halo stellaire de la Voie lactée contient des amas globulaires, des étoiles variables de type RR Lyrae à faible teneur en métaux et des étoiles sous-naines. Les étoiles de notre halo stellaire ont tendance à être vieilles (la plupart ont plus de 12 milliards d'années) et pauvres en métaux, mais il y a aussi des amas d'étoiles de halo stellaire dont la teneur en métaux est similaire à celle des étoiles du disque galactique.
Les étoiles du halo de la Voie lactée ont une dispersion de vitesses radiale d'environ 200 km/s et une faible vitesse de rotation moyenne d'environ 50 km/s. La formation d'étoiles dans le halo stellaire de la Voie lactée a cessé depuis longtemps.

### La couronne galactique
Une couronne galactique est une distribution de gaz s'étendant loin du centre de la galaxie. Elle peut être détectée par le spectre d'émission distinct qu'elle émet, montrant la présence de gaz HI (ligne de micro-ondes de 21 cm) et d'autres caractéristiques détectables par spectroscopie à rayons X.

### Le halo de matière noire
Au-delà de la partie visible, la zone interne du halo galactique, il existe une région bien plus étendue, connue sous le nom de halo de matière noire, halo sombre ou halo étendu, qui contient de grandes quantités de matière noire.
La présence de matière noire dans le halo est mise en évidence par son effet gravitationnel sur la courbe de rotation d'une galaxie spirale. Sans la masse importante du halo de matière noire, la vitesse de rotation de la galaxie devrait décroître à une grande distance du noyau galactique. Cependant, des observations de galaxies spirales, particulièrement des observations radio de la raie spectrale de l'hydrogène atomique neutre (connue sous le nom de HI dans le jargon astronomique), montrent que la courbe de rotation de la plupart des galaxies spirales reste plate bien au-delà de la matière visible. L'absence de matière visible implique donc la présence de matière non observée (et donc sombre ou noire). Supposer que cette matière noire n'existe pas reviendrait à dire que la théorie acceptée de la gravitation (Relativité générale) est fausse, ce qui pourrait être possible, mais la plupart des scientifiques demanderaient bien plus de preuves avant de considérer cette éventualité.
La nature de la matière noire dans le halo galactique des galaxies spirales est encore indéterminée, mais les théories les plus en vogue prédisent que le halo sombre héberge un grand nombre de petits corps appelés MACHOs et/ou de particules massives interagissant faiblement, connues sous le nom de WIMPs. Des observations du halo de la Voie lactée, dans le but de trouver des événements lentille gravitationnelle, ont montré que le nombre de MACHOs n'est pas suffisant pour obtenir la masse requise.